# Вільгельм Бергеманн
Вільгельм Бергеманн (нім. Wilhelm Bergemann; 6 квітня 1920, Ганновер — 1948) — німецький офіцер-підводник, оберлейтенант-цур-зее крігсмаріне.

## Біографія
16 вересня 1939 року вступив на флот. З 14 жовтня 1941 по 9 травня 1943 року — 2-й вахтовий офіцер на підводному човні U-375. З 16 травня по 16 червня 1943 року пройшов курс командира човна. З 25 липня 1943 по 15 жовтня 1944 року — командир U-152. 16 жовтня 1944 року переданий в розпорядження 21-ї флотилії, 24 лютого 1945 року — 1-го навчального дивізіону підводних човнів. З 8 березня — додатковий командир на U-3030. 8 травня взятий в полон британськими військами. 20 серпня 1945 року звільнений.

## Звання
- Кандидат в офіцери (15 вересня 1939)
- Морський кадет (1 лютого 1940)
- Фенріх-цур-зее (1 липня 1940)
- Оберфенріх-цур-зее (1 липня 1941)
- Лейтенант-цур-зее (1 липня 1942)
- Оберлейтенант-цур-зее (1 грудня 1943)

## Нагороди
- Нагрудний знак підводника (11 лютого 1942)
- Залізний хрест
  - 2-го класу (8 серпня 1942)
  - 1-го класу (24 грудня 1942)
- Хрест «За військові заслуги» (Італія) з мечами (29 травня 1943)
- Фронтова планка підводника в бронзі (22 жовтня 1944)